# Eschenmoserova sulfidová kontrakce
Eschenmoserova sulfidová kontrakce je organická reakce vytvářející 1,3-dikarbonylové sloučeniny z thioesterů za přítomnosti terciárních fosfinů v zásaditém prostředí; objevil ji Albert Eschenmoser.
Uplatněna byla tato reakce mimo jiné při totální syntéze vitaminu B12.

## Mechanimus
Zásada odštěpí vodíkový atom thioesteru, poté se vytvoří sulfidový anion přes episulfidový meziprodukt, a působením fosfinu vznikne konečný produkt.

## Rozsah
Eschenmoserova sulfidová kontrakce byla zahrnuta do několika totálních syntéz, například fuligokandinu A a B, kokainu, diplodialidu A a isoretronekanolu. Využít ji lze také k přípravě karbapenemů. 